# Дравидская мифология

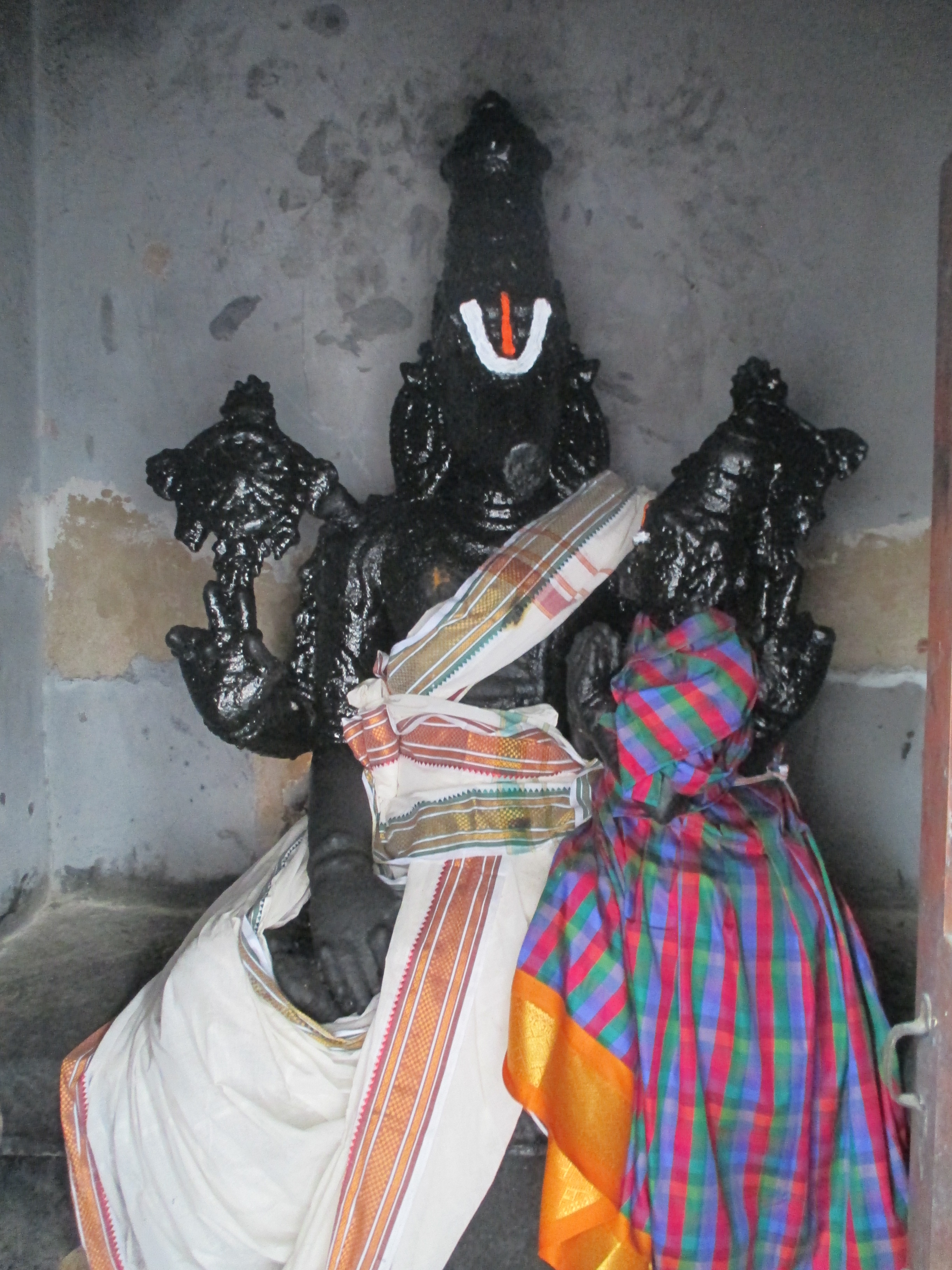
Тирумаль, до слияния с образом Вишну и Кришны был древним дравидским божеством

Драви́дская мифология (дравидийская мифология) — мифологические представления дравидских народов (тамилов, малаяльцев, телугу, каннара и др.).
Существовала у дравидского, (протодравидского) этноса в эпоху, предшествующую становлению индуизма. В настоящее время представляет собой совокупность архаических мифологических представлений в рамках сельского быта, а также у бесписьменных дравидских племён. В их культуре сохраняются космогонические и этиологические мифы, в которых центральное место занимает богиня-созидательница, богиня-мать. Имеются отголоски мифов о потопе и некой прародине дравидов, которую они покинули в древние времена.

## Связь с другими традициями
Некоторые идеи и образы дравидской мифологии отчасти восходят к мифологии Индской цивилизации (3—2-е тысячелетие до н. э.).
Дравидская мифология повлияла на индуистскую, которая включила и переработала большое число дравидских представлений, но в то же время существенно подчинила себе дравидскую. В письменной культуре дравидов господствуют индуистские космологические и этиологические представления. Не имеющие письменности дравидские народы также многое заимствовали из санскритской культуры.
К протодравидийской традиции возводятся важнейшие черты общеиндийской культуры: культы Великой Богини-Матери как воплощения сексуальной и космической энергии, юного бога-воителя, Чёрного бога — покровителя скота, священных деревьев, бескровное жертвоприношение («жертва возлиянием», санскр. पूजा, пуджа), некоторые формы культа предков и другие. В дравидской мифологии следует искать прообразы Кали-Дурги, Кришны, Шивы, Сканды и других.
Индуизм рассматривается как синтез арийских верований с дравидскими традициями, который происходил на протяжении многих веков. При этом дравидские компоненты могут рассматриваться как преобладающие. Менее развитые арийские племена постепенно цивилизовались и в конечном итоге слились с коренными дравидами.
В свою очередь дравидская мифология подверглась влиянию культуры аборигенных племён, прежде всего, мунда. С дравидскими племенами соседствовали племена не дравидского и не арийского происхождения. Большим культурным разнообразием определялась запутанная картина местной мифологии.

## Развитие
С конца 1-го тысячелетия до н. э. на ряде дравидийских языков (тамильском, телугу, каннада и малаялам) появились системы письменности и литературные традиции.
В наиболее ранних литературных памятниках Южной Индии — сборниках поэзии на тамильском языке «Восемь антологий» и «Десять песен» (I—III века н. э.) — влияние индуистской мифологии ещё незначительно. В этот период в Южной Индии имелась государственность, но ещё сильны были традиции родоплеменного общества.

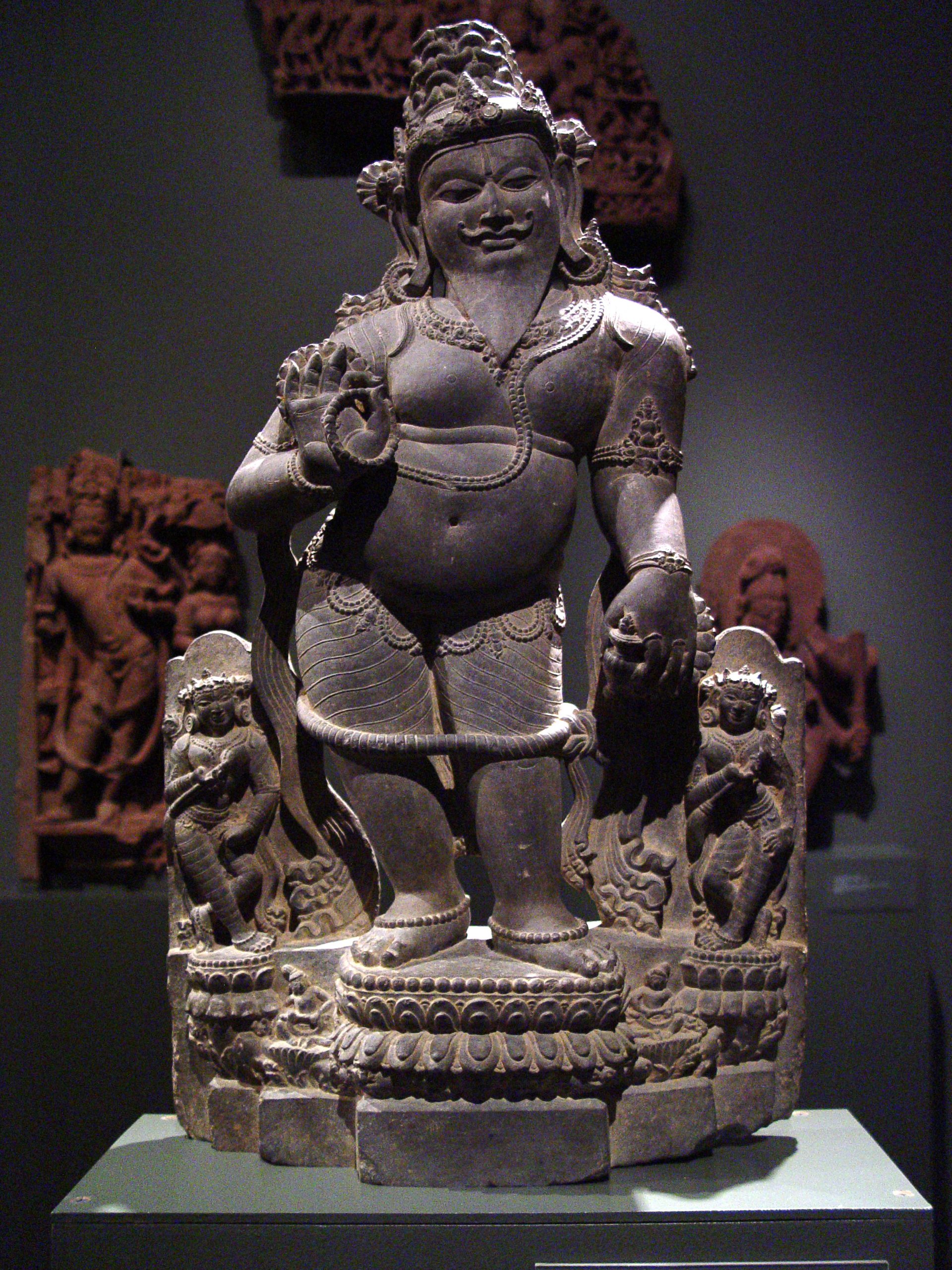
Агаттияр (Агастья), легендарный создатель тамильской литературы

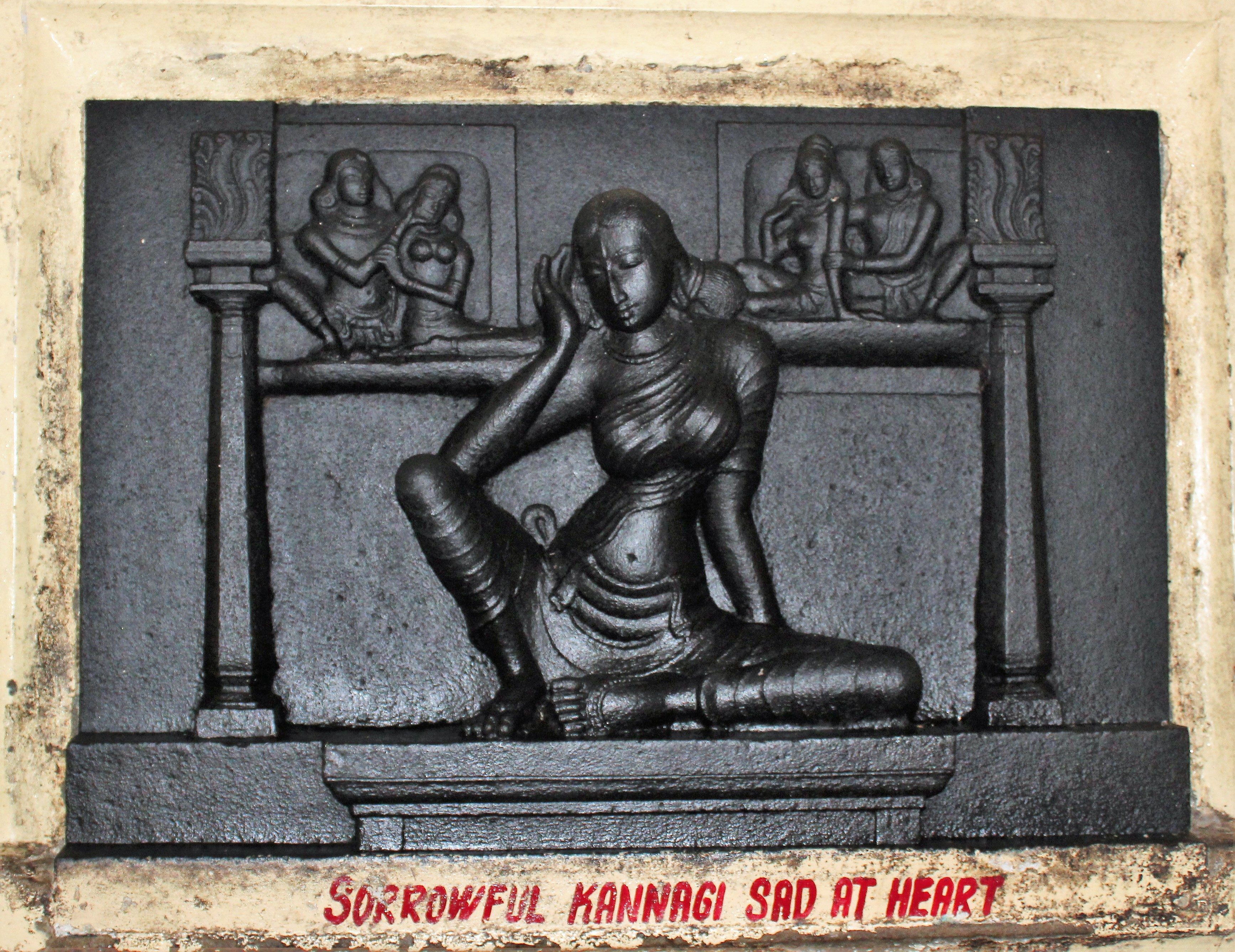
Каннахи, персонаж тамильского эпоса «Шилаппадикарам»

Встраивание дравидских культов в индуизм, предположительно, отражено в мифе об Агаттияре (Агастье), ведийском брахмане, который принёс на юг Индии язык и литературу. Процесс включения дравидской мифологии был в целом завершён к середине 1-го тысячелетия н. э.. Религиозное и поэтическое движение бхакти у тамилов (с VI—VII веков н. э.) отразилось в вишнуитская и шиваитская мифологии, которая опиралась в основном на санскритские источники: веды, эпос, пураны. Теологи Южной Индии сыграли ведущую роль в обосновании индуистской доктрины бхакти. Позднее появилась собственная тамильская пураническая традиция, основанная на жизнеописании поэтов-бхактов, которые на юге Индии почитались святыми. В Керале начинал свою деятельность один из крупнейших вероучителей индуизма Шанкара (VIII—IX века н. э.).
Известна группа мифов и легенд, связанных с зарождением дравидской (точнее тамильской) образованности и поэзии. Одни касаются Агаттияра, другие повествуют о санге, легендарной академии, породившей поэтическую тамильскую традицию. Первая Санга существовала якобы с древних времён на материке-прародине дравидов, её главой был Шива. Она просуществовала 4400 лет и погибла при затоплении материка океаном.

## Жизненная сила
Центральным элементом дравидской мифологии выступают представления о жизненной энергии, силе, которая может быть благой, определяя плодородие, процветание и продолжение рода, а может быть опасной, устрашающей. С последней связываются различные мучающие и опасные духи и неопределённые божества, которых, как правило, трудно умилостивить. Объектами поклонения выступали также различные объекты природы: растения, водоёмы и особенно горы и камни. Камни ставились на местах погребений, у оград домов, на полях битв, где погибли воины. Камни, связанные с различными божествами и духами, устанавливались на специальные платформы, чаще всего под деревьями. Этот обычай присутствует в сельской местности до настоящего времени. Идея жизненной силы проявляется также в представлении о сакральной силе царя, предводителя племени, охранителя блага и безопасности подданных, а также о сексуальной женской энергии. Эта энергия, одновременно и благая, и разрушительная, способная и к накоплению, и трате, и представлена образом огня (ср. тапас в индуизме). Она обожествлялась во взаимосвязанных культах богини целомудрия (Каннахи или Паттини), богини-матери и богини-покровительницы.

## Боги
Характерной чертой дравидской мифологии является отсутствие пантеона и сложных образов богов. Богиня-мать имеет много имён и различные ипостаси. Это грозная и кровожадная Коттравей, богиня войны и смерти, позднее сливающаяся с образом Дурги. Она почитается на Малабаре под именем Бхагавати, а в районе Мадуры выступает как богиня оспы и других опасных болезней Мариямма. Богиня-покровительница также представлена в образе богини леса и растительности и в образах многих местных богинь, покровителей селений.
Коттравей имеет сына Муругана, бога войны, охоты и победы. Позднее Муруган стал рассматриваться как Сканда-Картикейя, сын Шивы. Также он был включён в индуизм как Вишну Тирумаль, божество пастушеских племён. Некоторые индологи полагают, что до слияния с образом Вишну и Кришны Тирумаль был древним дравидским божеством, воплощавшим «тёмную» половину года, то есть сезон дождей. Некоторые бесписьменные дравидские народы считают демиургом Бхимасену, индийского эпического героя Бхиму.

## Животные
Широко распространён культ змей, связанных с дождём, плодородием и богатством. Змеи часто воспринимались в качестве хранителей домашнего очага.
Почитался буйвол, культ которого архаичен и связан с протоиндийской культурой. В настоящее время наиболее ярко этот культ представлен у племени тода. Жертвоприношение буйвола связывается исследователями с древней земледельческой символикой и культом женского, материнского начала.